# Pangrapta curtalis
Pangrapta curtalis är en fjärilsart som beskrevs av Walker 1865. Pangrapta curtalis ingår i släktet Pangrapta och familjen nattflyn. Inga underarter finns listade i Catalogue of Life.